# Linia kolejowa Brno – Trenčianska Teplá
Linia kolejowa Brno – Trenčianska Teplá (Linia kolejowa nr 340 (Czechy)) – jedno i dwutorowa, częściowo zelektryfikowana linia kolejowa o znaczeniu krajowym w Czechach i na Słowacji. Łączy Brno przez Veselí nad Moravou i Uherský Brod ze stacją Trenčianska Teplá na Słowacji. Na terenie Czech przebiega przez terytorium kraju południowomorawskim i zlińskim.